# サンダークラッカー
サンダークラッカー（Thundercracker）はハスブロとタカラ（現・タカラトミー）の展開するロボット玩具シリーズ、トランスフォーマーに登場する架空のキャラクター。

## G1
『戦え!超ロボット生命体トランスフォーマー』の第1話「地球への道」から登場。声優は英語版ではジョン・スティーブンソン、ウォーリー・バー（「ひきおこされた戦争」のみ）、日本語版が島香裕。
また、パイロット版では彼がデストロンのリーダーという設定だった。

### 性格・特徴（G1）
デストロンの航空兵ジェットロンの一人。セイバートロン星にいた頃は三角錐型の戦闘機に変形していたが、地球ではスタースクリームと同じくF-15に変形する。ボディカラーは水色とグレー。
両腕に装備された銃からの火炎放射器によるファイヤーアタック、両腕に仕込まれた二連砲から発射するドローンロケット、ソニックブームを得意とする。戦闘機に変形した状態では、下部から空輸用のアンカーを射出できる。 
卑屈で事勿れ主義な性格であるが、他のメンバーに比べれば温厚な性格であり、突飛な言動で喧嘩になった仲間をたしなめている。なお、仲間やメガトロンが慌てたり驚いたりしている様を指して「ヒューズがぶっ飛びそうだったってよ」や「ヒューズでも飛んだのか?」などとヒューズにからめて表現するのが癖。
デストロン№2であり上官のスタースクリームには不満を持っており、「付き合っていると碌なことがない」と発言したこともある。メガトロンの下では安心して戦えると思っているが、テックスペックでは、デストロンの主義に懐疑的な面を持ち、宇宙支配にも賛成できていないとされている。

### 活躍
シーズン1ではスタースクリーム、スカイワープと共に航空戦力として出撃していたが、シーズン2では新ジェットロンやトリプルチェンジャーなどの航空戦力が増員されたため、シーズン2の中盤以降は出撃することが少なくなった。
製鉄工場から盗んだ製鉄より作ったレーザーのフレームが故障した責任をスタースクリームに押しつけられ、ともに反発し合う。その後メガトロンに殴られたため、去り際に皮肉を言っていた。
OVA『スクランブルシティ発動編』ではスタースクリーム、スカイワープ、ビルドロンと共にサイバトロンの秘密工場破壊に向かうが、エアーボットの攻撃の前に撤退する。
『ザ・ムービー』では地球でのサイバトロンとの攻防で負傷し、セイバートロン星への帰還中にアストロトレインから宇宙へ放逐される。その後ユニクロン/Unicronの手によりスカージ（一部説ではガルバトロン親衛隊のスィープス）に作り変えられる（ただし、その後のスタースクリームの戴冠式にてサンダークラッカーに似たジェットロンが姿を見せている）。
『2010』では戦死したことになり、墓が登場している。

### 玩具（G1）
元の玩具はダイアクロン・ジェット機ロボアクロバットタイプである。『トランスフォーマー』では、1985年6月に「24」のナンバーを与えられ発売。86年12月に絶版となる。アニメと違いボディが濃い青と黒となっている。開発担当は大野光仁。
2001年に『コレクターズエディション』にてスカイワープと共にイベント限定で復刻された。
『トランスフォーマー アンコール』では「11」のナンバーを与えられてスカイワープとセットで2008年8月に発売。
『トランスフォーマー マスターピース』ではスタースクリームの仕様変更品として発売され、フェイスチェンジギミックによって変化する表情が、憤慨したものに変更されている。2008年11月に「MP-07」のナンバーを与えられて発売。

#### その他の玩具
デストロン軍団22セット
セブンより発売された塩ビ人形セットに付属。スタースクリームと違い右腕を上げているのが特徴。
スーパーコレクションフィギュア トランスフォーマー　ジェネレーション1
彩色済みコレクションフィギュア。ACT-4「コンボイの復活編」にラインナップ。ピューター版も存在。
MYCLONE　TRANSFORMERS #2
ブロックタイプのディフォルメフィギュアの第2弾。シークレットとして混入された。
極小変形トランスフォーマー
変形可能な縮小版。シリーズSPにラインナップ。シークレットとして混入された。
トランスフォーマー ロボットヒーローズ
ディフォルメタイプのフィギュア。ジャズ（マイスター）とのセットで発売。
トランスフォーマークロニクル EZコレクション01
G1玩具のリメイクのミニ変形フィギュア。全8種類。
TRANSFORMER GENERATIONS
日本ではクロニクルとして発売されたもののアジア限定版。
TRANSFORMER GENERATIONS ULTIMATE GIFT SET
アメリカのハズブロ直営店で限定販売された。コンバットヒーローオプティマス・プライム、ジャズ、モーターブレスとのセット。型はクロニクルと同じもの。

## アクションマスター
『トランスフォーマー アクションマスター』では空中攻撃兵サンダークラッカーとして登場。スタースクリームの仕様変更品だが、ボディカラーが赤紫や黄緑が基調となり大幅に印象が異なる。
ステルス戦闘機になるアウターアーマー・ソロミッションジェットプレーン/SoloMissionJetPlaneが付属。

## マシンウォーズ
『マシンウォーズ』では、フリップチェンジャーの一員として、同型のスカイワープと共に登場。マスクとゴーグルという無表情な顔立ちになっている。
日本では後に、『ビーストウォーズII』のダージとなって発売された。

## ロボットマスターズ
『ロボットマスターズ』ではスタースクリームの塗装変更品として、スカイワープと共に「ロボットマスターズエディション」として、2005年8月に発売。色はアニメに準拠した水色になっている。

## ギャラクシーフォース
「ギャラクシーフォース」で登場。戦闘機（Su-35風）に変形する（地球に来た際に玉になった状態でスキャンした）こと以外、G1のサンダークラッカーとの関連性はほとんどない。銃になっている巨大な左腕が特徴。日本語版では田中一成、英語版ではマーク・オリバーが声を担当。
前々作である「マイクロン伝説」の海外版（アルマダ）のセリフでスタースクリームがスーパーモードへとパワーアップした際、「まるでサンダークラッカーのようだ」というセリフがあるが、その「サンダークラッカー」と同一人物であると思われる。

### 性格・特徴（ギャラクシーフォース）
第2話から登場。マスターメガトロン（後のマスターガルバトロン）たちと別行動を取っていたのか不明だが、突如地球に現れその後合流する。
武器は両翼に配されたミサイル。一人称は「俺」。好戦的かつお調子者で、向こう見ずでもありあっさりとやられることも多い。その為か自身が何でも命令を聞いているはずのマスターメガトロン（後のマスターガルバトロン）からもほとんど相手にされず、スタースクリーム（後のスーパースタースクリーム）からもあしらわれることが多いが、実力はそれなりにあり、その気になればギャラクシーコンボイに手傷を負わせるほどの攻撃力を持つ。 やられ役が多いギャグキャラであるが、惑星ギガロニアでは第43話でドレッドロックと互角の対決をしたこともある。
第50話ではマスターガルバトロン（マスターメガトロンの強化形態）が奪ったギガロニアのプラネットフォースの力でアームバレット（ランドバレットの強化形態）、ガスケット、クロミアと共に巨大化させられ、サイバトロンと戦ったが、捨て駒にされたことを知り、彼を見限って彼らと共にデストロンを離脱し、続く第51話ではサイバトロンに協力し、さらに続く最終話である第52話ではお手製のサイバトロンのエンブレムと鉢巻きを付けて正義に目覚め、ライブコンボイとオートボルトとデモリッシャーと共に地球平和協力隊を創設したが、独立愚連隊としてマスターガルバトロンより強い男を見つけるべく強制的に新デストロン軍のアームバレット（ランドバレットの強化形態）にデストロンのエンブレムが付いている宇宙船（ロケット）に乗せられ、ガスケットにサイバトロンのエンブレムを、クロミアに鉢巻きをはがされてしまい、その際に「せっかく正義の味方になったのに～！」と泣きながら叫んだ。その後のエピローグでは乗っていた宇宙船（ロケット）が砂漠の惑星（火星）に墜落し、頭が抜けない状態になり、クロミアに見捨てられる様子が描かれた。
フォースチップを左腕部のビーム砲後部（ロボットモード時に挿入）にイグニッションする事で、「サンダーヘル」（漫画版ではヘルサンダー）を放ち、ビークルモード（この時はビーム砲後部に挿入）での発動も可能になっており、主に武器を使った様々な技を編み出すが、どれも名前がやたらと長い（「大回転サンダーヘル乱れ花火」・「サンダーヘル・スーパー地獄スペシャルデラックス（DX）」などで、それぞれ強さは様々だがかなり強力な場合もあった）。
第2期オープニング映像では第38話からドレッドロックとの対決シーンが描かれ、この時は攻撃を受け目がバツ印になっており、後に劇中では第43話で実現している。
終了後のジャンクションでは第41話で鼻つまみコンビ（アームバレットとガスケット）と共に担当した。
漫画版では第2話、第4話、第5話、第8話で登場。打ち切りの影響でアニメ版と比べると出番が少なかった。
データは全長は3.9m、重量は4.0tになっている。

### 玩具（ギャラクシーフォース）
2004年12月28日に「GD-02」のナンバーを与えられて発売。サイズは海外の基準でデラックスクラス（DELUXE CLASS）。付属フォースチップは「地球」。

## 実写映画版
実写映画版では画面には登場しない。
玩具では、海外にて『リベンジ』公開時期にスタースクリームの頭部を変更、塗装をG1に似た青を基調とした配色に変更したヴォイジャークラスで発売。
日本では、『ダークサイド・ムーン』公開時期にやはりスタースクリームの仕様変更品として発売。
ただしこちらはデラックスクラスで、頭部の変更はなく付属武器が一部変更。加えて、配色が青基調に変更されている。
海外・日本ともに玩具展開のみで、同型のキャラとしてスカイワープがいる。
『トランスフォーマー THE GAME』（PSP版）ではドレッドウィングの同型として登場。セス・ブレイラーが声を担当した。 
実写映画のキャラクターをリメイクする玩具シリーズ「スタジオシリーズ」で、海外限定として『最後の騎士王』に登場したニトロゼウスの玩具「TLK -25 ディセプティコンニトロ」の頭部とカラーリング変更で発売された。

## 変形!ヘンケイ!トランスフォーマー
『変形!ヘンケイ!トランスフォーマー』ではスタースクリームの仕様変更品として願望百貨店限定で受注生産商品として通信販売された。
プロール、サンストリーカー付属のコミックスに登場。子供にイタズラ描きされ、ラムジェットと共に追い回していたが、プロール、サンストリーカーに撃退される。
海外展開の「Transformers Classics」では、BOTCON2007にて会場限定のセット商品の一つとして限定販売された。
メガトロンによって復活させられたが、自らの死の原因を作ったスタースクリームを避け、軍を退役する。後にブラジオンに誘われて彼の軍に加わり、これまでの経歴を認められて「Air Commander（航空参謀）」の地位を与えられた。しかし、内心ではスタースクリームやスカイワープと共に戦っていた頃を懐かしく思っている。
後に「GENERATIONS」シリーズの一つとして一般販売された。

## アニメイテッド
「アニメイテッド」ではスタースクリームのクローン軍団の一人として第28話から登場。声優はスタースクリームと同じく英語版がトム・ケニー、日本語版が山野井仁。

### 特徴・活躍
スタースクリームが戦艦ネメシス内に残されていたプロトフォームとオールスパークにより作り出した自分の姿と瓜二つの姿をしたクローンとして誕生する。スタースクリームからは「自信過剰」な性格を受け継いでいる。スリップストリームからは「えばりんぼサンダークラッカー」と呼ばれている。自分を「天才」と称し、他のクローンを「2流」と見下している。
第29話ではディセプティコンのアジトでの戦いの中、ミックスマスターのコンクリートに固められてしまい落下、その下にいたスカイワープやブラーを巻き込み、スペースブリッジによって宇宙の彼方に飛ばされてしまう。
第30話ではブラーとの会話からコンクリートを抜け出す方法を得て、ブラーを追撃するも逃げられてしまい、その後の消息は不明となっている。

### 玩具（アニメイテッド）
2010年6月に「TA-24」のナンバーを与えられて発売。サイズはアクティベイタークラス。スタースクリームのリペイント商品。開発担当は江島多規男。
7月には「トランスフォーマーアニメイテッド 夏のEZキャンペーン」にてスタースクリームのクリアブルー版がサンダークラッカーとしてビックカメラ、ミドリ電化などで関連商品を3000円以上購入者に配布された。